# Lista planetelor minore/172501–172600
Aceasta este Lista planetelor minore/172501–172600; pentru a naviga prin lista completă vezi Lista planetelor minore.
Pentru ale detalii vezi și Proiect:Astronomie sau Portal:Astronomie.
| Nume             | Denumire provizorie | Data descoperirii  | Locul descoperirii  | Descoperitor(i)                 |
| ---------------- | ------------------- | ------------------ | ------------------- | ------------------------------- |
| 172501 -         | 2003 SV178          | 19 septembrie 2003 | Socorro             | LINEAR                          |
| 172502 -         | 2003 SZ180          | 20 septembrie 2003 | Socorro             | LINEAR                          |
| 172503 -         | 2003 SK184          | 21 septembrie 2003 | Kitt Peak           | Spacewatch                      |
| 172504 -         | 2003 SW190          | 17 septembrie 2003 | Kitt Peak           | Spacewatch                      |
| 172505 -         | 2003 SC202          | 22 septembrie 2003 | Goodricke-Pigott⁠(d) | V. Reddy⁠(d)                     |
| 172506 -         | 2003 SB204          | 22 septembrie 2003 | Kitt Peak           | Spacewatch                      |
| 172507 -         | 2003 SH208          | 23 septembrie 2003 | Palomar             | NEAT                            |
| 172508 -         | 2003 SU212          | 25 septembrie 2003 | Haleakala           | NEAT                            |
| 172509 -         | 2003 SS218          | 28 septembrie 2003 | Desert Eagle        | W. K. Y. Yeung                  |
| 172510 -         | 2003 ST224          | 28 septembrie 2003 | Goodricke-Pigott⁠(d) | R. A. Tucker⁠(d)                 |
| 172511 -         | 2003 SZ224          | 25 septembrie 2003 | Haleakala           | NEAT                            |
| 172512 -         | 2003 SN231          | 24 septembrie 2003 | Palomar             | NEAT                            |
| 172513 -         | 2003 SU241          | 27 septembrie 2003 | Kitt Peak           | Spacewatch                      |
| 172514 -         | 2003 SV242          | 27 septembrie 2003 | Kitt Peak           | Spacewatch                      |
| 172515 -         | 2003 SC247          | 26 septembrie 2003 | Socorro             | LINEAR                          |
| 172516 -         | 2003 SN247          | 26 septembrie 2003 | Socorro             | LINEAR                          |
| 172517 -         | 2003 SQ247          | 26 septembrie 2003 | Socorro             | LINEAR                          |
| 172518 -         | 2003 SD251          | 26 septembrie 2003 | Socorro             | LINEAR                          |
| 172519 -         | 2003 SQ255          | 27 septembrie 2003 | Kitt Peak           | Spacewatch                      |
| 172520 -         | 2003 SL261          | 27 septembrie 2003 | Socorro             | LINEAR                          |
| 172521 -         | 2003 SG266          | 29 septembrie 2003 | Socorro             | LINEAR                          |
| 172522 -         | 2003 SP269          | 28 septembrie 2003 | Goodricke-Pigott⁠(d) | R. A. Tucker⁠(d)                 |
| 172523 -         | 2003 SO291          | 30 septembrie 2003 | Desert Eagle        | W. K. Y. Yeung                  |
| 172524 -         | 2003 SK310          | 28 septembrie 2003 | Desert Eagle        | W. K. Y. Yeung                  |
| 172525 Adamblock | 2003 TY1            | 4 octombrie 2003   | Junk Bond⁠(d)        | Junk Bond⁠(d)                    |
| 172526 -         | 2003 TN3            | 4 octombrie 2003   | Goodricke-Pigott⁠(d) | V. Reddy⁠(d)                     |
| 172527 -         | 2003 TT4            | 1 octombrie 2003   | Kitt Peak           | Spacewatch                      |
| 172528 -         | 2003 TL13           | 14 octombrie 2003  | Anderson Mesa       | LONEOS                          |
| 172529 -         | 2003 TK26           | 1 octombrie 2003   | Anderson Mesa       | LONEOS                          |
| 172530 -         | 2003 TF50           | 3 octombrie 2003   | Haleakala           | NEAT                            |
| 172531 -         | 2003 TW57           | 15 octombrie 2003  | Anderson Mesa       | LONEOS                          |
| 172532 -         | 2003 UN8            | 16 octombrie 2003  | Anderson Mesa       | LONEOS                          |
| 172533           | 2003 UO9            | 20 octombrie 2003  | Wrightwood          | J. W. Young⁠(d)                  |
| 172534 -         | 2003 UT11           | 20 octombrie 2003  | Socorro             | LINEAR                          |
| 172535 -         | 2003 UV21           | 21 octombrie 2003  | Kingsnake⁠(d)        | J. V. McClusky⁠(d)               |
| 172536 -         | 2003 UM26           | 25 octombrie 2003  | Goodricke-Pigott⁠(d) | R. A. Tucker⁠(d)                 |
| 172537 -         | 2003 UH27           | 23 octombrie 2003  | Goodricke-Pigott    | R. A. Tucker                    |
| 172538 -         | 2003 UZ36           | 16 octombrie 2003  | Palomar             | NEAT                            |
| 172539 -         | 2003 UP37           | 17 octombrie 2003  | Campo Imperatore⁠(d) | CINEOS⁠(d)                       |
| 172540 -         | 2003 UV40           | 16 octombrie 2003  | Anderson Mesa       | LONEOS                          |
| 172541 -         | 2003 UM48           | 16 octombrie 2003  | Anderson Mesa       | LONEOS                          |
| 172542 -         | 2003 UU48           | 16 octombrie 2003  | Anderson Mesa       | LONEOS                          |
| 172543 -         | 2003 UX49           | 16 octombrie 2003  | Haleakala           | NEAT                            |
| 172544 -         | 2003 UX52           | 18 octombrie 2003  | Palomar             | NEAT                            |
| 172545 -         | 2003 UX53           | 18 octombrie 2003  | Palomar             | NEAT                            |
| 172546 -         | 2003 UH56           | 19 octombrie 2003  | Goodricke-Pigott⁠(d) | R. A. Tucker⁠(d)                 |
| 172547 -         | 2003 UU60           | 16 octombrie 2003  | Palomar             | NEAT                            |
| 172548 -         | 2003 UA80           | 17 octombrie 2003  | Goodricke-Pigott⁠(d) | R. A. Tucker⁠(d)                 |
| 172549 -         | 2003 UR88           | 19 octombrie 2003  | Anderson Mesa       | LONEOS                          |
| 172550 -         | 2003 UC92           | 20 octombrie 2003  | Kitt Peak           | Spacewatch                      |
| 172551 -         | 2003 UC94           | 18 octombrie 2003  | Kitt Peak           | Spacewatch                      |
| 172552 -         | 2003 UL95           | 18 octombrie 2003  | Kitt Peak           | Spacewatch                      |
| 172553 -         | 2003 UX100          | 20 octombrie 2003  | Palomar             | NEAT                            |
| 172554 -         | 2003 UR104          | 18 octombrie 2003  | Kitt Peak           | Spacewatch                      |
| 172555 -         | 2003 US109          | 19 octombrie 2003  | Palomar             | NEAT                            |
| 172556 -         | 2003 UZ112          | 20 octombrie 2003  | Socorro             | LINEAR                          |
| 172557 -         | 2003 UC116          | 21 octombrie 2003  | Socorro             | LINEAR                          |
| 172558 -         | 2003 UM133          | 20 octombrie 2003  | Socorro             | LINEAR                          |
| 172559 -         | 2003 UZ133          | 20 octombrie 2003  | Palomar             | NEAT                            |
| 172560 -         | 2003 UU134          | 20 octombrie 2003  | Palomar             | NEAT                            |
| 172561 -         | 2003 UW134          | 20 octombrie 2003  | Palomar             | NEAT                            |
| 172562 -         | 2003 UM147          | 18 octombrie 2003  | Anderson Mesa       | LONEOS                          |
| 172563 -         | 2003 UO149          | 20 octombrie 2003  | Socorro             | LINEAR                          |
| 172564 -         | 2003 UU161          | 21 octombrie 2003  | Palomar             | NEAT                            |
| 172565 -         | 2003 UZ164          | 21 octombrie 2003  | Palomar             | NEAT                            |
| 172566 -         | 2003 UH165          | 21 octombrie 2003  | Palomar             | NEAT                            |
| 172567 -         | 2003 UX166          | 22 octombrie 2003  | Socorro             | LINEAR                          |
| 172568 -         | 2003 UB171          | 19 octombrie 2003  | Kitt Peak           | Spacewatch                      |
| 172569 -         | 2003 UB175          | 21 octombrie 2003  | Kitt Peak           | Spacewatch                      |
| 172570 -         | 2003 UX178          | 21 octombrie 2003  | Palomar             | NEAT                            |
| 172571 -         | 2003 UD179          | 21 octombrie 2003  | Socorro             | LINEAR                          |
| 172572 -         | 2003 UJ190          | 22 octombrie 2003  | Kitt Peak           | Spacewatch                      |
| 172573 -         | 2003 UL201          | 21 octombrie 2003  | Socorro             | LINEAR                          |
| 172574 -         | 2003 UA207          | 22 octombrie 2003  | Socorro             | LINEAR                          |
| 172575 -         | 2003 UO222          | 22 octombrie 2003  | Socorro             | LINEAR                          |
| 172576 -         | 2003 UK229          | 23 octombrie 2003  | Anderson Mesa       | LONEOS                          |
| 172577 -         | 2003 UF240          | 24 octombrie 2003  | Socorro             | LINEAR                          |
| 172578 -         | 2003 UR246          | 24 octombrie 2003  | Socorro             | LINEAR                          |
| 172579 -         | 2003 UC249          | 25 octombrie 2003  | Socorro             | LINEAR                          |
| 172580 -         | 2003 UQ249          | 25 octombrie 2003  | Socorro             | LINEAR                          |
| 172581 -         | 2003 UC250          | 25 octombrie 2003  | Socorro             | LINEAR                          |
| 172582 -         | 2003 UE252          | 26 octombrie 2003  | Catalina            | CSS                             |
| 172583 -         | 2003 UZ264          | 27 octombrie 2003  | Socorro             | LINEAR                          |
| 172584 -         | 2003 UO267          | 28 octombrie 2003  | Socorro             | LINEAR                          |
| 172585 -         | 2003 UR271          | 28 octombrie 2003  | Socorro             | LINEAR                          |
| 172586 -         | 2003 UR274          | 30 octombrie 2003  | Socorro             | LINEAR                          |
| 172587 -         | 2003 UW275          | 29 octombrie 2003  | Catalina            | CSS                             |
| 172588 -         | 2003 UJ282          | 29 octombrie 2003  | Anderson Mesa       | LONEOS                          |
| 172589 -         | 2003 UM282          | 29 octombrie 2003  | Anderson Mesa       | LONEOS                          |
| 172590 -         | 2003 UK283          | 30 octombrie 2003  | Socorro             | LINEAR                          |
| 172591 -         | 2003 UP290          | 23 octombrie 2003  | Kitt Peak           | Spacewatch                      |
| 172592 -         | 2003 UD298          | 16 octombrie 2003  | Kitt Peak           | Spacewatch                      |
| 172593 -         | 2003 VM             | 5 noiembrie 2003   | Piszkéstető⁠(d)      | K. Sárneczky⁠(d), S. Mészáros⁠(d) |
| 172594 -         | 2003 WL8            | 16 noiembrie 2003  | Kitt Peak           | Spacewatch                      |
| 172595 -         | 2003 WS16           | 18 noiembrie 2003  | Palomar             | NEAT                            |
| 172596 -         | 2003 WA21           | 19 noiembrie 2003  | Socorro             | LINEAR                          |
| 172597 -         | 2003 WC28           | 16 noiembrie 2003  | Kitt Peak           | Spacewatch                      |
| 172598 -         | 2003 WK31           | 18 noiembrie 2003  | Palomar             | NEAT                            |
| 172599 -         | 2003 WO31           | 18 noiembrie 2003  | Palomar             | NEAT                            |
| 172600 -         | 2003 WY35           | 19 noiembrie 2003  | Catalina            | CSS                             |